# John Rodgers (biskup)
John Hubert Macey Rodgers SM (ur. 9 października 1915 w Wallaceville, zm. 10 stycznia 1997) – nowozelandzki duchowny rzymskokatolicki, marysta, misjonarz, wikariusz apostolski Wysp Tonga, wikariusz apostolski Wysp Tonga i Niue, biskup Tonga, biskup Rarotongi, biskup pomocniczy Aucklandu i superior Funafuti. Pierwszy nowozelandzki biskup-misjonarz.

## Biografia
John Hubert Macey Rodgers urodził się 9 października 1915 w Wallaceville w Nowej Zelandii. Kształcił się w St. Patrick's College w Wellington i w Silverstream. 15 grudnia 1940 otrzymał święcenia prezbiteriatu i został kapłanem Towarzystwa Maryi (marystów).
W 1941 wyjechał na misje na Tonga, gdzie został dyrektorem Kolegium Katolickiego oraz członkiem Komisji Edukacji Tonga. Od 1952 zasiadał również w zarządzie szpitala. Funkcje te pełnił do czasu wyboru na wikariusza apostolskiego.
29 czerwca 1953 papież Pius XII mianował go wikariuszem apostolskim Wysp Tonga oraz biskupem tytularnym Sbidy. 11 lutego 1954 przyjął sakrę biskupią z rąk koadiutora arcybiskupa wellingtońskiego Petera McKeefry'ego. Współkonsekratorami byli biskup Auckland James Michael Liston oraz biskupa Christchurch Edward Michael Joyce. O. Rodgers został pierwszym nowozelandzkim biskupem służącym poza ojczyzną.
22 marca 1957 tytuł bpa Rodgersa zmieniono na wikariusz apostolski Wysp Tonga i Niue. 21 czerwca 1966 wikariat apostolski Wysp Tonga i Niue podniesiono do rangi diecezji. Tym samym bp Rodgers został biskupem Tonga. Jako ojciec soborowy wziął udział w soborze watykańskim II (z wyjątkiem drugiej sesji). Od 1971 był ponadto administratorem apostolskim diecezji Rarotonga.
7 kwietnia 1972 zrezygnował z biskupstwa tongijskiego, aby biskupem mógł zostać Tongijczyk. Otrzymał wówczas diecezję tytularną Caput Cilla. 1 marca 1973 papież Paweł VI mianował go biskupem Rarotongi na Wyspach Cooka. Zrezygnował z tego urzędu 21 marca 1977 i został biskupem pomocniczym Aucklandu oraz biskupem tytularnym Nigizubi.
7 sierpnia 1985 papież Jan Paweł II mianował go superiorem Funafuti na Tuvalu. 14 lipca 1986 odszedł na emeryturę. Zmarł w 10 stycznia 1997.